# Elpídio Donizetti
Elpídio Donizetti Nunes (Campina Verde, Minas Gerais, 19 de maio de 1956) é um jurista brasileiro, advogado e ex-desembargador, notório por suas obras publicadas, pela liderança de classe na Magistratura (tendo participado da fundação da Anamages) e por haver sido integrante da comissão de juristas responsáveis pela elaboração do anteprojeto do novo  Código de Processo Civil brasileiro.

## Biografia

### Juventude
Elpídio Donizetti já foi cadete do Exército, professor de matemática e de física em colégios e cursos  pré-vestibulares. Depois de ingressar no Banco do Brasil, deixou a Engenharia e ingressou no curso do Direito,  tendo concluído a graduação na Faculdade Mineira de Direito da PUC Minas, onde também tornou-se Mestre em Direito Processual Civil. Posteriormente cursou e concluiu doutorado em ciências jurídicas e sociais pela Universidad Del Museo Social Argentino e pós-doutorado na  Universitá degli Studi di Messina.

### Área acadêmica e produção científica
Além de mestre, é também especialista  em Direito Civil e Processual Civil pelo Centro Universitário Newton Paiva.
É Professor de Direito  Civil e Direito Processual Civil, cursando atualmente o programa de doutoramento da Universidade del Museo Social  Argentino, em ciências jurídicas e sociais, e da Faculdade de Direito da Universidade de Lisboa, em Direito  Constitucional.
É professor concursado na Universidade Federal de Uberlândia, onde lecionou Direito Civil e Processual  Civil. Atualmente, leciona Direito Processual Civil nos cursos de pós-graduação ministrados pelo Instituto  Universitário Brasileiro - IUNIB e é professor convidado em diversas instituições de ensino nacionais e estrangeiras.[carece de fontes?]  Ministrou curso de processo civil, com ênfase no Projeto do Novo CPC, no Complexo de Ensino Renato Saraiva.
É fundador e compõe a banca de Professores do Portal IED (Instituto Elpídio Donizetti). Portal que oferta cursos de Pós-graduação em Direito, cursos de extensão e preparativos para o Exame da Ordem.
Adquiriu notoriedade como palestrante e autor de obras jurídicas.

### Carreira jurídica
Na área jurídica, exerceu os cargos de Promotor de Justiça nos Estados de Goiás e Minas Gerais, sendo aprovado, posteriormente, para magistrado.

### Magistratura
Elpídio teve sua carreira de juiz de direito na Magistratura mineira, na qual exerceu este cargo nas comarcas de Perdizes, Frutal, Poços de Caldas, Uberlândia e Belo Horizonte. Foi juiz corregedor, juiz eleitoral,  juiz do Tribunal de Alçada. Chegou ao cargo de Desembargador do Tribunal de Justiça do Estado de Minas Gerais  em 18/03/2005, no qual recentemente se aposentou e passou a exercer a advocacia.
Também é Diretor da Escola Nacional da Magistratura Estadual, órgão de formação e aperfeiçoamento de  juízes estaduais.

## Liderança de classe
Foi presidente da AMAGIS - Associação dos Magistrados Mineiros por dois mandatos (biênio 1988/1989 e 2000/2001) e presidente  da ANAMAGES - Associação Nacional dos Magistrados Estaduais desde a sua criação, em 2001, até o final de 2010.

## Obras publicadas
- Curso Didático de Direito Processual Civil, São Paulo, Atlas, ISBN 9788522462223.
- Curso Didático de Direito Civil, em coautoria com o prof. Felipe Quintella, São Paulo, Atlas, ISBN 9788522467921.
- Novo Código de Processo Civil Comparado, São Paulo, Atlas, ISBN 9788597005905.
- Novo Codigo de Processo Civil Comentado, São Paulo, Atlas, ISBN 9788597000856.
- Redigindo a Sentença Cível, São Paulo, Atlas. ISBN 9788522460670.
- Ações Constitucionais, São Paulo, Atlas, ISBN 8522460639.
- Curso de Processo Coletivo, em coautoria com Marcelo Malheiros, São Paulo, Atlas, ISBN 9788522459964.
- Processo de Execução, São Paulo, Atlas,  ISBN 9788522460472.
- A última onda reformadora do Código de Processo Civil, Rio de Janeiro, Lumen Juris, ISBN 9788537501894.
- Para Passar em Concursos Jurídicos, São Paulo, Método. - obra em três volumes

## Atuação na comissão de juristas do Novo CPC

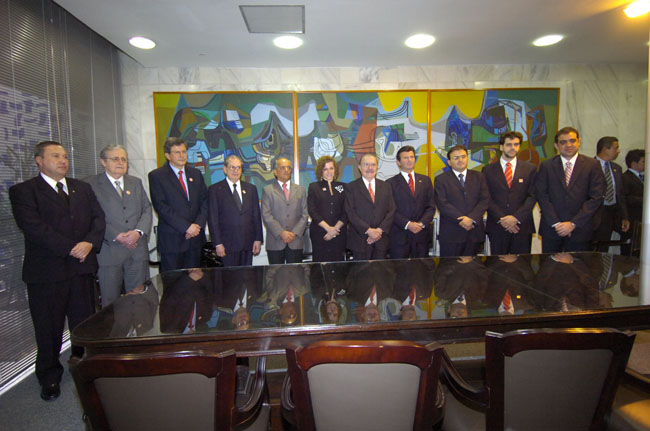
Comissão de juristas para o novo Código de Processo Civil

Pelo ato nº. 379, de 2009, o Senador José Sarney, Presidente do Senado Federal, instituiu a Comissão de Juristas responsável pela elaboração de anteprojeto de  Código de Processo Civil, a qual foi composta pelos seguintes membros:
- Adroaldo Furtado Fabrício;
- Benedito Cerezzo Pereira Filho;
- Bruno Dantas;
- Elpídio Donizetti Nunes;
- Humberto Theodoro Júnior;
- Jansen Fialho de Almeida;
- José Miguel Garcia Medina;
- José Roberto dos Santos Bedaque;
- Marcus Vinicius Furtado Coelho;
- Paulo Cezar Pinheiro Carneiro; e
- Teresa Arruda Alvim Wambier.

A comissão foi presidida pelo Min. Luiz Fux, hoje do STF, e teve como relatora a profa. Teresa Arruda Alvim Wambier.
Elpídio Donizetti teve destacada atuação na comissão de juristas.[carece de fontes?]

## Artigos publicados
- Embargos à execução para entrega de coisa: prazo e segurança do juízo. Revista Eletrônica do Curso  Aprobatum.[12]
- Impugnar ou embargar? Os novos meios de oposição pelo devedor ao procedimento executivo introduzidos pela Lei nº.  11.232/2005. Revista Eletrônica do Curso Aprobatum.
- Inovações Tecnológicas a serviço do credor aspectos da penhora por meio eletrônico Lei nº. 11382/2006. Revista  Dialética de Direito Processual, v. 51, p. 51, 2007.
- Da [em parte] absurda desconsideração da coisa julgada. Revista Jurídica Leis e Letras, v. 16, p. 16, 2007.
- Quem é quem no Mandado de Segurança? As figuras do impetrante, impetrado e autoridade coatora. Revista Jurídica Leis e  Letras, v. 4, p. 4, 2007.
- Penhora On-line: inovações tecnológicas a serviço do credor. Consultor Jurídico (São Paulo. Online), v. 1, p. 1,  2007.[13]
- Liquidar é preciso! Os novos aspectos do procedimento liquidatório à luz da Lei nº. 11.232/2005. Revista Eletrônica do  Curso Aprobatum.
- Sentença: liquidação, cumprimento, e impugnação. A nova sistemática introduzida pela Lei nº. 11.232/2005. Revista  Eletrônica do Curso Aprobatum.
- Homem público não tem de aceitar dádivas ou esmolas. Consultor Jurídico (São Paulo. Online), v. 1, p. 1, 2006.
- O umbigo do juiz e a mulher de César. Revista Eletrônica do Curso Aprobatum.
- Tempus Regit Actum! Breves considerações acerca do Direito Intertemporal ante a entrada em vigor da Lei nº.  11.232/2005. Revista Eletrônica do Curso Aprobatum.
- Informatização da Justiça de 1º Grau:Experiência e Perspectivas. Revista de Julgados, v. 41, p. 41, 1990.
- Mandado de Segurança e Democracia: Apontamentos sobre o (Des)Cumprimento dos Objetivos do II Pacto Republicano Pela Lei  12.016/09. Temas Atuais de Direito - estudos em homenagem aos 80 anos do curso de Direito da Universidade Federal do  Espírito Santo. Rio de Janeiro: Lumen Iuris, p. 165 a 184, 2011.
- Normas jusfundamentais como limites à autonomia privada e critérios para a aplicação e coordenação - um estudo de caso  sobre a inafastabilidade da jurisdição
- Mais uma tentativa de golpe contra o federalismo brasileiro - O CNJ quer usurpar poder das corregedorias estaduais
- Um consolo para o abandonado: usucapião do lar desfeito"[14]
- A (In)Observância dos precedentes em recursos repetitivos: automatismo e duplicação dos julgamentos nos tribunais  ordinários
- A jurisprudência do STJ e a taxa média de mercado: agora os juros ficaram do jeito do que o diabo gosta
- Reflexões de um juiz cristão - sobre os meandros da Comissão do Novo CPC
- Marcha da Maconha: O Caminhar Plural pela Liberdade[15]
- O Preenchimento da Máxima Aristotélica sobre a Igualdade: Estudo sobre o escrito 'O conteúdo jurídico do Princípio da  Igualdade', do prof. Celso Antônio Bandeira de Mello"

## Provas e concursos públicos
- (2002)	 Nota 100 na dissertação O exercício da jurisdição sob o prisma da efetividade, apresentada perante a banca da  PUC-MG para obtenção do título de Mestre em Direito Processual [16]
- (2000)	 1º colocado no processo seletivo para o Mestrado da PUC-MG
- (1989)	 1º colocado no concurso para Professor (contratado) da Universidade Federal de Uberlândia
- (1989)	 8º colocado no concurso para Procurador da República
- (1988)	 1º colocado no concurso para Promotor de Justiça em Minas Gerais
- (1988)	 1º colocado no concurso para Juiz de Direito em Minas Gerais[17]
- (1986)	 4º colocado no concurso para Promotor de Justiça em Goiás
- (1981)	 1º colocado no concurso para monitoria de Direito Penal da Universidade Federal de Uberlândia
- (1979)	 8º colocado no concurso para funcionário do Banco do Brasil
- (1978)	 1º colocado no vestibular para o curso de Engenharia Elétrica
- (1978)	 1º colocado no concurso para Agente Administrativo do INSS

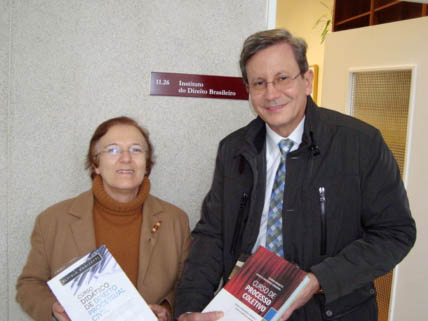
Elpídio doa livros à Faculdade de Lisboa

## Reconhecimento público
- Benemérito da Faculdade de Direito da Universidade de Lisboa, tendo colaborado significativamente com o acervo da biblioteca da instituição[18]
- 2011	Cidadão Honorário do Município de Frutal[19]
- 2010	Mérito Judiciário "Conselheiro Coelho Rodrigues", TJ - PI.[20]
- 2009	Comenda Jurista Tobias Barreto, Instituto Brasileiro de Estudos do Direito IBED.
- 2009	Homenagem na Semana Jurídica Honrosa participação, FAMIG Faculdade Minas Gerais.
- 2009	Agradecimento pela palestra e contribuição jurídica, CEAP Centro de Ensino do Amapá 7ª DIV.
- 2009	Título de Notável Jurídico de 2009, OAB/MG Décio Freire e Associados ANAMAGES.
- 2009	Insígnia Presidente Tancredo Neves, Instituto Mineiro de Direito Constitucional.
- 2008	Medalha da Inconfidência, Governo do Estado de Minas Gerais.[21]
- 2008	Medalha de Mérito Desembargador Ruy Gouthier de Vilhena, Tribunal de Justiça de Minas Gerais.
- 2007	Homenagem dos formandos de Direito de 1º semestre de 2007, Faculdade de Direito Padre Arnaldo Janssen.
- 2006	Homenagem na III Semana Jurídica Granberyense Tema: Judiciário de Democracia, Faculdade Metodista Granber.
- 2005	Colar do Mérito Judiciário, Tribunal de Justiça de mInas Gerais.
- 2004	Homenagem no I Encontro de Estudos Jurídicos da Faculdade Arnaldo Contribuição prestada à Faculdade de Direito Padre  Arnaldo Janssen, Faculdade de Direito Padre Arnaldo Janssen.
- 2004	Homenagem no Congresso : As recentes modificações introduzidas no Código de Processo Civil, Banco Mercantil do  Brasil.
- 2004	Cidadão Honorário da Cidade de Uberlândia, Câmara Municipal de Uberlândia - Minas Gerais.
- 2004	Medalhão Comemorativo aos 15 Anos de Instalação do Poder Judiciário no Estado do Tocantins, Tribunal de Justiça de  Tocantins.
- 2004	Moção de Aplauso, Câmara Municipal de Uberlândia.
- 2003	Comenda Mérito Benjamin Colucci, 4ª Subseção da Ordem dos Advogados do Brasil.
- 2000	Diploma de reconhecimento pelo sucesso profissional ao Embaixador Campinaverdense, Prefeitura da cidade de Campina  Verde.
- 1989	Cidadão Honorário da cidade de Perdizes, Câmara Municipal de Perdizes.

## Processo por improbidade administrativa
Em 25 de maio de 2011, foi noticiado pelo Jornal do Brasil que o desembargador teria empregado a ex-esposa, o que seria um caso de nepotismo e que o CNJ teria tomado conhecimento da matéria, e decidido pela exoneração de Leila Donizetti Santos Freitas Nunes. Segundo o Conselho, tratar-se ia de uma "troca de pensão por cargo", em que Elpídio teria conseguido o cargo com o objetivo que este substituísse sua obrigação de pagar pensão alimentícia. Posteriormente, em março de 2016, entretanto, na ação de improbidade administrativa, em via judicial, o Tribunal de Justiça do Estado de Minas Gerais decidiu que a nomeação não fora irregular. As razões desta decisão, que, por ser judicial, se sobrepõe à decisão administrativa do CNJ, se baseia no fato de que o vínculo conjugal já estava desfeito por ocasião da nomeação, o que descaracteriza o nepotiso e, também, que o divórcio do casal não previa cláusula de pensão alimentícia. Já, em maio do mesmo mês, o requerido publicou direito de resposta em que reafirma, basicamente, as razões do acórdão do TJ-MG. Tal manifestação também foi publicada no mesmo jornal de grande circulação. 
Acerca da leviana acusação, entendeu o CNJ em recente decisão, que "à época da indicação da servidora para o cargo de assessoramento não se tratava mais de marido e mulher e não havia mais o compromisso por parte do reclamado [Elpídio Donizetti] em assumir qualquer diferença remuneratória caso a servidora perdesse o cargo de confiança, sobretudo diante dos documentos trazidos no presente expediente." Conforme decidiu o ministro João Otávio de Noronha, "tudo foi feito às claras e submetido ao controle estatal por quem de direito, deixando evidenciado que não há na conduta dos requeridos qualquer indício de infração disciplinar." O ministro ainda consignou em seu voto que "não se vislumbra qualquer indício de fraude no acordo celebrado entre os requeridos no processo de separação judicial que se restringiu a estabelecer obrigações oriundas entre os requeridos decorrentes do fim do casamento, ressaltando que o pacto foi submetido ao crivo do Judiciário e homologado por magistrada competente, após ter sido examinado e recebido parecer favorável do Ministério Público." 